# Franz Krey
Franz Krey (geboren am 4. Januar 1904 in Essen; gestorben am 24. Januar 1997 ebenda) war ein deutscher Arbeiterschriftsteller und Journalist.

## Leben
Franz Krey wurde in einer Stahlschmelzerfamilie geboren. Er besuchte in Essen eine Volksschule und begann dann eine Lehre in einem Kruppschen Zeichenbüro. Er beendete die Lehre nicht, weil ihn die Betriebsleitung entließ. Er übte unterschiedliche Tätigkeiten aus, u. a. Schlepper unter Tage, Herbergswart, Hilfsschlosser und Zuschläger in einer Zechenschmiede. Wegen häufiger Arbeitslosigkeit ging er auf Wanderschaft. Wegen Geldmangel brach er eine Ausbildung an einer Maschinenbauschule ab. 1925 wurde er Mitglied der KPD.
Er veröffentlichte Skizzen, Kurzgeschichten, Gedichte und Erzählungen u. a. im Ruhr-Echo. Organ der KPD Ruhrgebiet, in der Roten Fahne und in der Weltbühne. Er selbst bezeichnete sich „als Dichter aus Arbeitslosigkeit“. Zeitweilig leitete er das KPD-Organ Westfälisches Echo sowie das Feuilleton des Ruhr-Echos. Krey war Mitglied im Bund proletarisch-revolutionärer Schriftsteller Deutschlands, dort eine Zeitlang Leiter der Ortsgruppe Essen.
Sein einziger veröffentlichter Roman Maria und der Paragraph. Ein Roman um § 218 schilderte die grauenhaften Auswirkungen des § 218 auf mittellose Arbeiterfrauen, die Kurpfuschern in die Hände getrieben wurden. Friedrich Wolf schrieb zu dem Wert des Romans, dass er eine Erfahrungswelt zeigt „wie sie kein bloßer Literat haben kann“.
1934 wurde Krey im Rahmen einer größeren Verhaftungswelle wegen illegaler Widerstandsarbeit inhaftiert.
Ab 1946 war er Redakteur beim Westdeutschen Volks-Echo, das 1948 verboten wurde.
Franz Krey starb in Essen am 24. Januar 1997.

## Werke
- Der Pütt. In: Der Kulturwille. 1929.[2]
- Maria und der Paragraph. Ein Roman um § 218. 1. – 25. Tsd. Internationaler Arbeiter-Verlag, Wien, Berlin, Zürich 1931. (=Der Rote 1-Mark-Roman 5)
  - Maria und der Paragraph. Ein Roman um § 218. 25.– 35. Tsd. Internationaler Arbeiter-Verlag, Wien, Berlin, Zürich 1931. (=Der Rote 1-Mark-Roman 5)
  - Maria und der Paragraph 218. Verlag Neuer Kurs, Berlin 1972 (=Weggenossen der Revolution 1)